# مرادبازار
مرادبازار (بالفارسية: مرادبازار) هي قرية تقع في منطقة بولان في إيران. يقدر عدد سكانها بـ 521 نسمة بحسب إحصاء 2016.